# オレアイダ

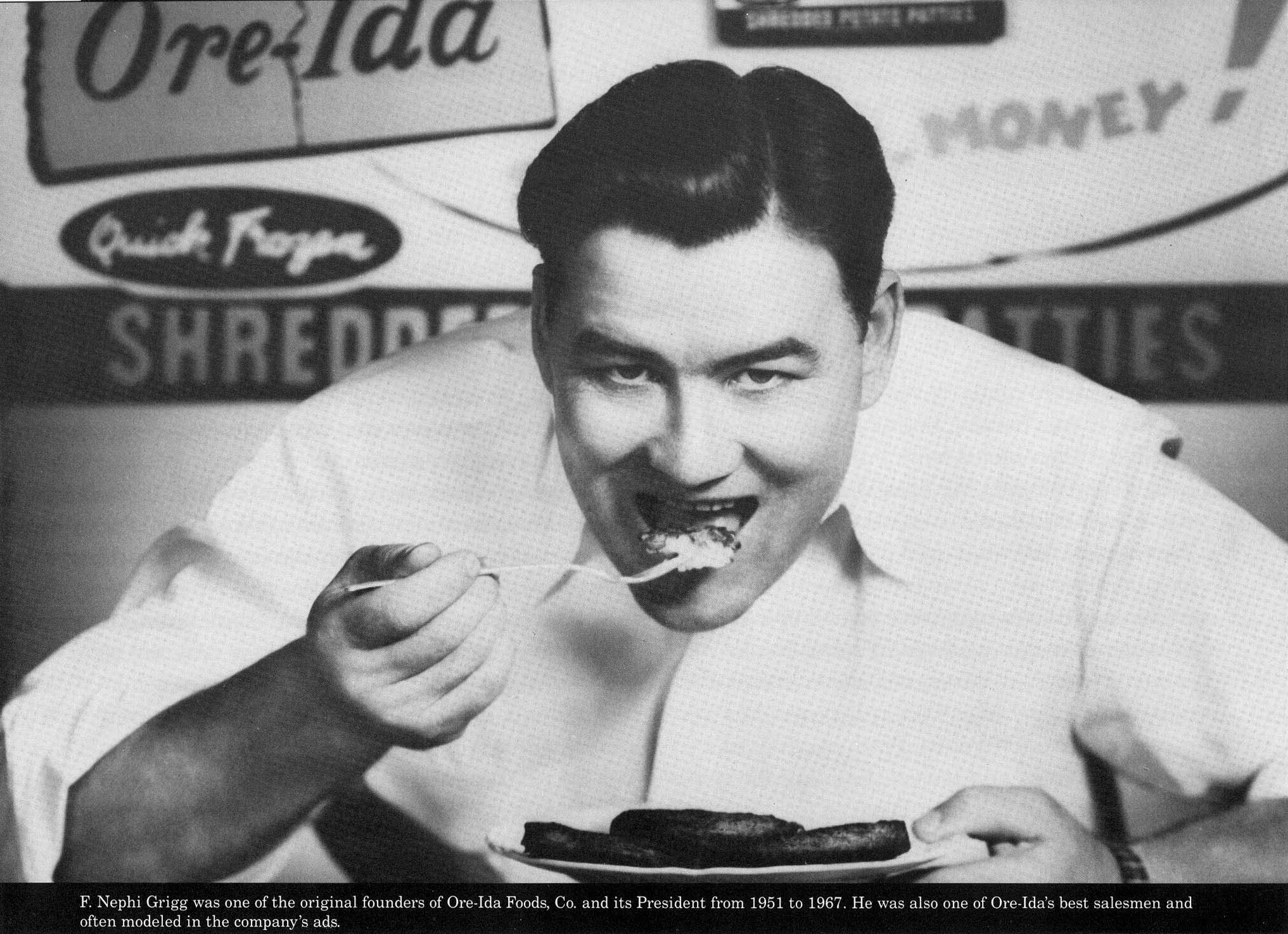
創業者のニーフィー・グリッグ

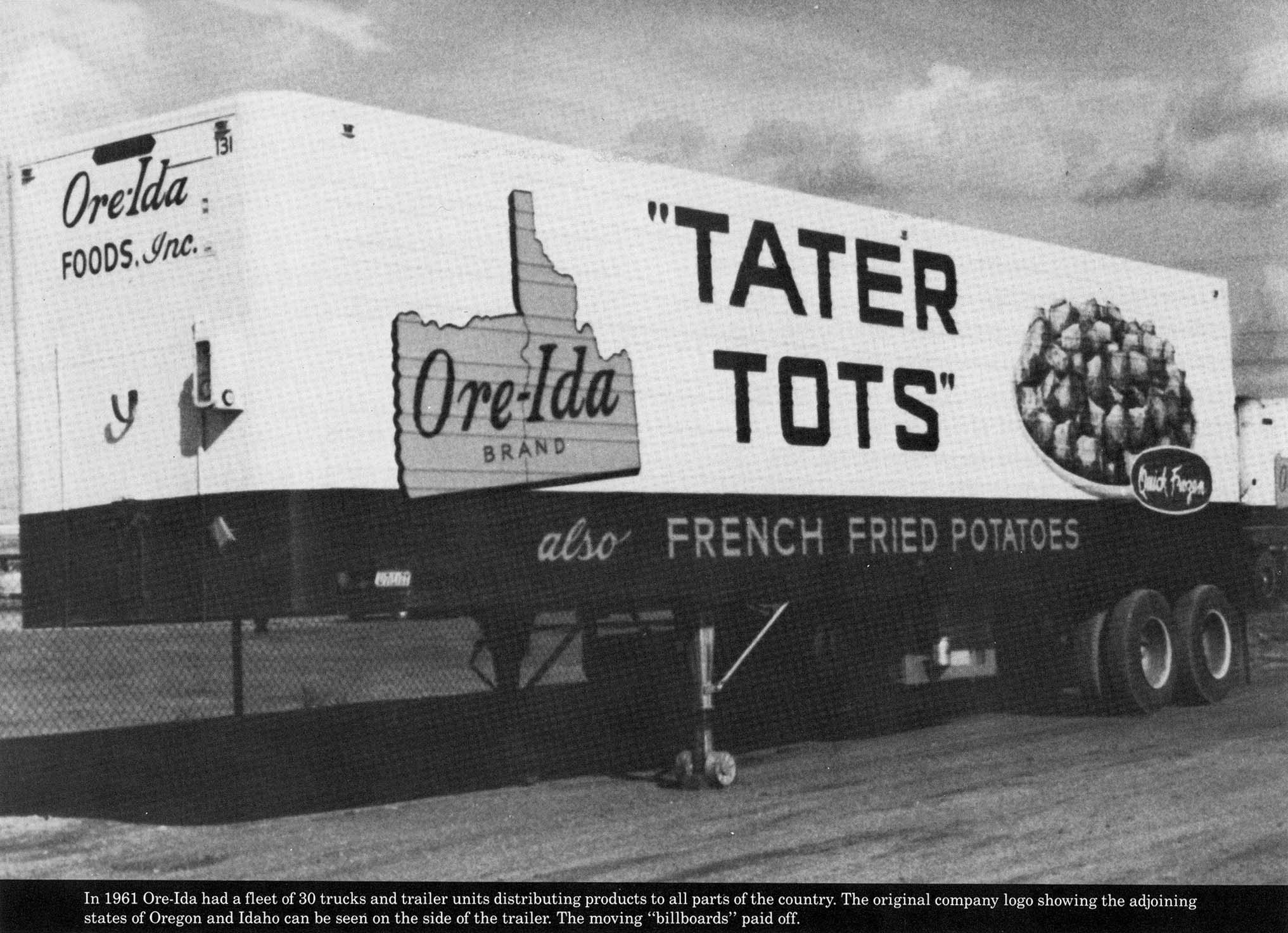
テイタートッツを積載した同社のトラック

オレアイダ（英語: Ore-Ida Potato Products,Inc.）は、米国の食品メーカー・ハインツの子会社であり、冷凍ポテトや冷凍野菜を販売している会社である。オレアイダの最古の工場はオレゴン州オンタリオにあり、そこでは1,000人以上の従業員が働いている。アメリカ合衆国の冷凍食品業界で最大の販売量、生産量を誇る。

## 歴史
1951年に、モルモン教徒の企業家ニーフィー・グリッグ、ゴールデン・グリッグ兄弟によって創業された。アイダホ州の州境にあったオンタリオの第二次世界大戦期の古い冷凍食品工場を買収して、最初にオレゴン・フローズン・フーズ社として登記し冷凍野菜の製造販売を開始した。翌1952年に冷凍ポテトの開発に取り組み、ポテトビジネスを開始。そして、2年後の1954年に最初の商品である「テイタートッツ」を販売すると、瞬く間にヒット商品となった。以後、「テイタートッツ」はハッシュドポテトを代表するブランドとなった。
1961年に、オレアイダ（Ore-Ida Foods, Inc.）に社名を変更。隣のアイダホ州から原料のジャガイモを調達していたことから、双方の州名を合わせたものであった。ロゴは当初、アイダホ・オレゴンの2州を組み合わせた形をしていたが、現在はポテトの双葉をモチーフにしたロゴに変更されている。1965年に、ハインツ社の資本投資によりハインツ社の傘下に入った。
1984年に日本に上陸。アメリカ本国同様に、間もなく人気商品となった。「オレアイダ♪」のメロディーとともに流れるCMも商品の浸透に役立った。1991年に電子レンジ対応（当初はオーブン対応のみだった）や調理時間短縮の製品を開発し、現在に至る。
本社は最初、ボイシ（アイダホ州）にあったが、1999年にハインツの本社があるピッツバーグ（ペンシルベニア州）に移転した。なお、日本での本社はハインツ日本内（東京都台東区）にある。

## 販売している商品（日本のみ）

### レンジポテト
- レンジなのにカリカリッ！フライドポテト
- レンジでカリッホクッ フライドポテト
- レンジでカリッホクッ スパイシーポテト ペッパー＆ガーリック味

### ハッシュポテト
- テイタートッツ
- おやつポテト
- おはようポテト
- 星のポテト屋さん
- 星ポテ のりしお風味

### その他ポテト
- スパイシーポテト ガーリック味

### 冷凍野菜
- ミックスベジタブル
- スウィートコーン
- グリーンピース
- ブロッコリー
  - 全ての種類において、レギュラーサイズの他に容量が少ないミニパックがある。

## スポーツへのスポンサー
オレアイダは、NASCARへのスポンサーを行ったことがある。2005年～2006年にはブライアン・ヴィッカースの、2007年にはジョン・ウッドのスポンサーになった。